# Bou Jedyane
Bou Jedyane (en àrab بو جديان, Bū Jadyān; en amazic ⴱⵓⵊⴷⵢⴰⵏ) és una comuna rural de la província de Larraix, a la regió de Tànger-Tetuan-Al Hoceima, al Marroc. Segons el cens de 2014 tenia una població total de 11.166 persones.